# Shūeisha
Shūeisha, Inc. (株式会社集英社 (Chu thức hội xã Tập Anh Xã) Kabushiki-kaisha Shūeisha, lit. "Shueisha Publishing Co., Ltd.", công ty Cổ phần Shueisha) là một công ty xuất bản ở Nhật Bản có trụ sở chính ở Chiyoda, Tokyo, Nhật Bản. Công ty được lập năm 1925 ban đầu là một ban liên quan đến giải trí của công ty xuất bản Shogakukan. Năm sau, Shueisha trở thành công ty riêng độc lập. Các tạp chí xuất bản bởi Shueisha gồm có Weekly Shōnen Jump, Weekly Young Jump, Non-no, và Ultra Jump. Họ cũng xuất bản các tạp chí khác, bao gồm cả Non-no. Shueisha, cùng với Shogakukan và Hakusensha, sở hữu Viz Media, một đơn vị xuất bản manga từ ba công ty ở Hoa Kỳ.

## Lịch sử

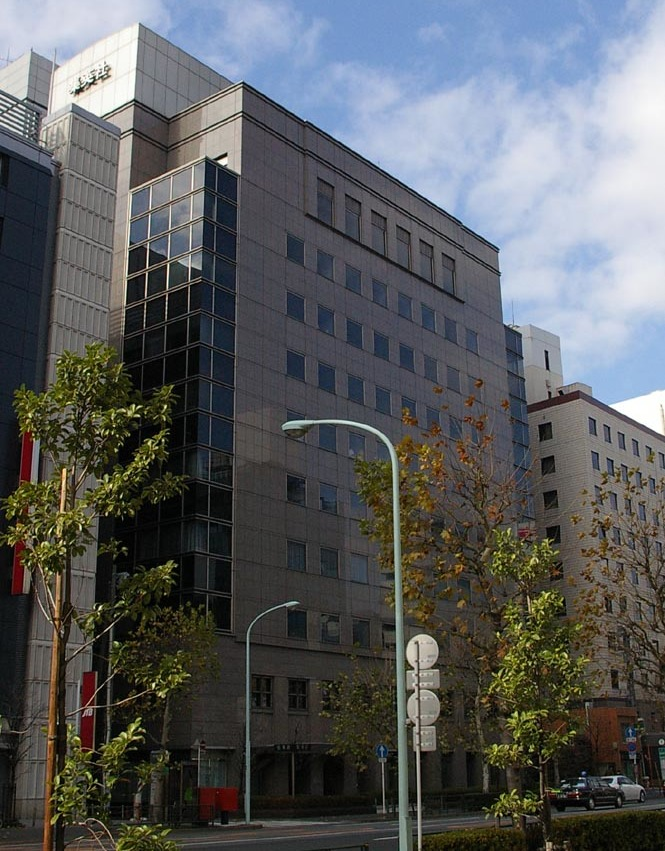
Toà nhà Shueisha Jimbocho ở Chiyoda, Tokyo, Nhật Bản

Năm 1925, Shueisha đã được lập bởi công ty Shogakukan. Một tiểu thuyết có tựa Jinjō Shōgaku Ichinen Onna Nama là tiểu thuyết đầu tiên được xuất bản bởi Shueisha hợp tác với Shogakukan— trụ sở tạm của Shueisha. Năm 1927, hai tiểu thuyết có tựa Danshi Ehon, và Joshi Ehon đã được xuất bản. 

## Các tạp chí
| Tạp chí | Tình trạng | Thể loại                                               |
| --- | ---------- | ------------------------------------------------------ |
| Omoshiro Book (おもしろブック)                                                                                            | Đã ngưng   | Shōnen và Shōjo manga                                  |
| Hinomaru (よいこのとも)                                                                                                   | Đã ngưng   | Shōnen và Shōjo manga                                  |
| Shōjo Book (少女ブック Sách dành cho thiếu nữ)                                                                            | Đã ngưng   | Shōjo manga                                            |
| Myōjō (明星 Minh tinh) | Hoạt động  | Phổ biến văn hóa và âm nhạc                            |
| Yōnen Book (幼年ブック (Ấu niên Book) Sách cho trẻ em)                                                                    | Đã ngưng   | Kodomo manga (Truyện tranh cho trẻ em)                 |
| Ribon (りぼん) | Hoạt động  | Shōjo manga (Truyện tranh dành cho thiếu nữ)           |
| Weekly Myōjō (週刊明星 (Chu san Minh tinh) Cuốn "Minh tinh" phát hành hàng tuần)                                          | Đã ngưng   | Phổ biến văn hóa và âm nhạc                            |
| Shōnen Book (少年ブック Sách dành cho thiếu niên)                                                                         | Đã ngưng   | Shōnen manga                                           |
| Bessatsu Myōjō (別冊週刊明星 Biệt sách Chu san Minh tinh)                                                                 | Đã ngưng   | Phổ biến văn hóa và âm nhạc                            |
| Josei Myōjō (女性明星 (Nữ tính Minh tinh) Tạp chí về các ngôi sao dành cho phụ nữ)                                        | Đã ngưng   | Thời trang dành cho phụ nữ                             |
| Margaret (マーガレット)                                                                                                   | Hoạt động  | Shōjo manga                                            |
| Bessatsu Margaret (別冊マーガレット Biệt sách Margaret)                                                                   | Đã ngưng   | Shōjo manga                                            |
| Bessatsu Shōnen Book (別冊少年ブック Biệt sách Thiếu niên Book)                                                           | Đã ngưng   | Shōnen manga                                           |
| Weekly Playboy (週刊プレイボーイ (Chu san Playboy) Tuần san Playboy)                                                      | Hoạt động  | Porn và Seinen manga                                   |
| Shōsetsu Junior (小説ジュニア Tiểu thuyết Junior)                                                                         | Đã ngưng   | Tiểu thuyết                                            |
| Nihonban Gaku Zenshū (日本文学全集 Văn học Nhật Bản Toàn tập)                                                             | Đã ngưng   |                                                        |
| Seishun to Dokusho (青春と読書 Xuân Thư [và] Độc Thanh)                                                                   | Hoạt động  | Đồ họa và mỹ thuật                                     |
| Young Music (ヤングミュージック Nhạc trẻ)                                                                                 | Đã ngưng   | Âm nhạc                                                |
| Deluxe Margaret (デラックス マーガレット)                                                                                 | Đã ngưng   |                                                        |
| Myōjō Young Sense (明星ヤングセンス Minh tinh Young Sense, Tạp chí minh tinh dành cho giới trẻ)                           | Đã ngưng   |                                                        |
| Weekly Seventeen (週刊セブンティーン Tuần san tuổi mười bảy)                                                              | Đã ngưng   |                                                        |
| Joker (ジョーカー) | Đã ngưng   |                                                        |
| Guts (Guts) | Đã ngưng   |                                                        |
| Weekly Shōnen Jump (週刊少年ジャンプ (Chu san Thiếu niên Jump) Tạp chí Jump dành cho thiếu niên xuất bản hàng tuần)       | Hoạt động  | Shōnen manga (Truyện tranh dành cho thiếu niên)        |
| Bessatsu Shōnen Jump (別冊少年ジャンプ Biệt sách Thiếu niên Jump)                                                         | Đã ngưng   |                                                        |
| Subaru (すばる) | Hoạt động  |                                                        |
| Non-no (ノン－ノ) | Hoạt động  |                                                        |
| Ocean Life (オーシャンライフ)                                                                                             | Đã ngưng   |                                                        |
| Roadshow (ロードショー Sàn diễn)                                                                                          | Hoạt động  |                                                        |
| Monthly Seventeen (月刊セブンティーン Nguyệt san Seventeen, tức tạp chí tuổi 17 phát hành hàng tháng)                     | Đã ngưng   |                                                        |
| Play-girl (プレイガール)                                                                                                  | Đã ngưng   |                                                        |
| Monthly Shōnen Jump (月刊少年ジャンプ (Nguyệt san Thiếu niên Jump) Tạp chí Jump dành cho thiếu niên phát hành hàng tháng) | Đã ngưng   | Shōnen manga (Truyện tranh dành cho thiếu niên)        |
| Saison de Non-no (SAISON de non・no)                                                                                      | Đã ngưng   |                                                        |
| Weekly Margaret (週刊マーガレット Chu san Margaret)                                                                       | Đã ngưng   |                                                        |
| Playboy (プレイボーイ)'                                                                                                   | Hoạt động  |                                                        |
| More (MORE) | Hoạt động  |                                                        |
| Myōjō Hair Catalog (明星ヘアカタログ Minh tinh Hair Catalog)                                                              | Đã ngưng   |                                                        |
| Bouquet (ぶ～け) | Đã ngưng   |                                                        |
| Weekly Young Jump (週刊ヤングジャンプ (Chu san Young Jump) Tạp chí Jump dành cho giới trẻ phát hành hàng tuần)            | Hoạt động  | Seinen manga (Truyện tranh dành cho tuổi trưởng thành) |
| Cosmopolitan (コスモポリタン)                                                                                             | Hoạt động  |                                                        |
| Ribon Original (りぼんオリジナル)                                                                                         | Hoạt động  |                                                        |
| You (ユー) | Hoạt động  |                                                        |
| Cobalt (COBALT) | Hoạt động  |                                                        |
| Non-no More Books (Non・no MORE BOOKS)                                                                                    | Hoạt động  |                                                        |
| Lee (リー) | Hoạt động  |                                                        |
| Sumuappu (サムアップ) | Đã ngưng   |                                                        |
| Dunk (DUNK) | Đã ngưng   |                                                        |
| Office You (OFFICE YOU)                                                                                                   | Hoạt động  |                                                        |
| Business Jump (ビジネスジャンプ)                                                                                          | Hoạt động  |                                                        |
| Men's Non-no (メンズノンノ)                                                                                               | Hoạt động  |                                                        |
| Young You (ヤングユー) | Đã ngưng   |                                                        |
| Jōhō Chishiki Imidas (情報・知識 Imidas Tình báo-Tri thức Imidas)                                                         | Đã ngưng   |                                                        |
| Shōsetsu Subaru (小説すばる Tiểu thuyết Subaru)                                                                           | Hoạt động  |                                                        |
| Monthly Bear's Club (月刊ベアーズクラブ Nguyệt san Bear's Club)                                                           | Đã ngưng   |                                                        |
| Monthly Tiara (月刊ティアラ Nguyệt san Tiara)                                                                             | Đã ngưng   |                                                        |
| Super Jump (スーパージャンプ)                                                                                             | Hoạt động  |                                                        |
| Spur (SPUR) | Hoạt động  |                                                        |
| Bart (バート) | Đã ngưng   |                                                        |
| Tanto (TANTO) | Đã ngưng   |                                                        |
| V Jump (Vジャンプ) | Hoạt động  |                                                        |
| Fresh Jump (フレッシュジャンプ)                                                                                           | Đã ngưng   |                                                        |
| Chorus (コーラス) | Hoạt động  |                                                        |
| All Natural (モア・ナチュラル)                                                                                            | Đã ngưng   |                                                        |
| Manga Allman (マンガ・オールマン)                                                                                         | Đã ngưng   |                                                        |
| Tepee (Tepee) | Đã ngưng   |                                                        |
| Telekids (テレキッズ) | Đã ngưng   |                                                        |
| Maple (メイプル) | Đã ngưng   |                                                        |
| Shueisha Shinsho (集英社新書 Tập Anh Xã Tân Thư)                                                                          | Hoạt động  |                                                        |
| Ultra Jump (ウルトラジャンプ)                                                                                             | Hoạt động  |                                                        |
| Cookie (クッキー) | Hoạt động  |                                                        |
| Baila (BAILA) | Hoạt động  |                                                        |
| Sportiva (スポルティーバ)                                                                                                 | Hoạt động  |                                                        |
| Maquia (MAQUIA) | Hoạt động  |                                                        |
| Pinky (PINKY) | Hoạt động  |                                                        |
| Yomu Ningen Dock Kenkō Hyakka (読む人間ドック 健康百科)                                                                   | Đã ngưng   |                                                        |
| Uomo (UOMO) | Hoạt động  |                                                        |
| Monthly Young Jump (月刊ヤングジャンプ (Nguyệt san Young Jump) Tạp chí Jump dành cho giới trẻ phát hành hàng tháng)       | Hoạt động  | Seinen manga (Truyện tranh dành cho tuổi trưởng thành) |
| Jump SQ. (ジャンプSQ.) | Hoạt động  | Shōnen manga                                           |